# IC 2441
IC 2441 ist ein verschmelzendes Galaxienpaar im Sternbild Krebs auf der Ekliptik. Sie ist schätzungsweise 539 Millionen Lichtjahre von der Milchstraße entfernt.
Das Objekt wurde am 22. April 1896 von Stéphane Javelle entdeckt.